# Tổ ong

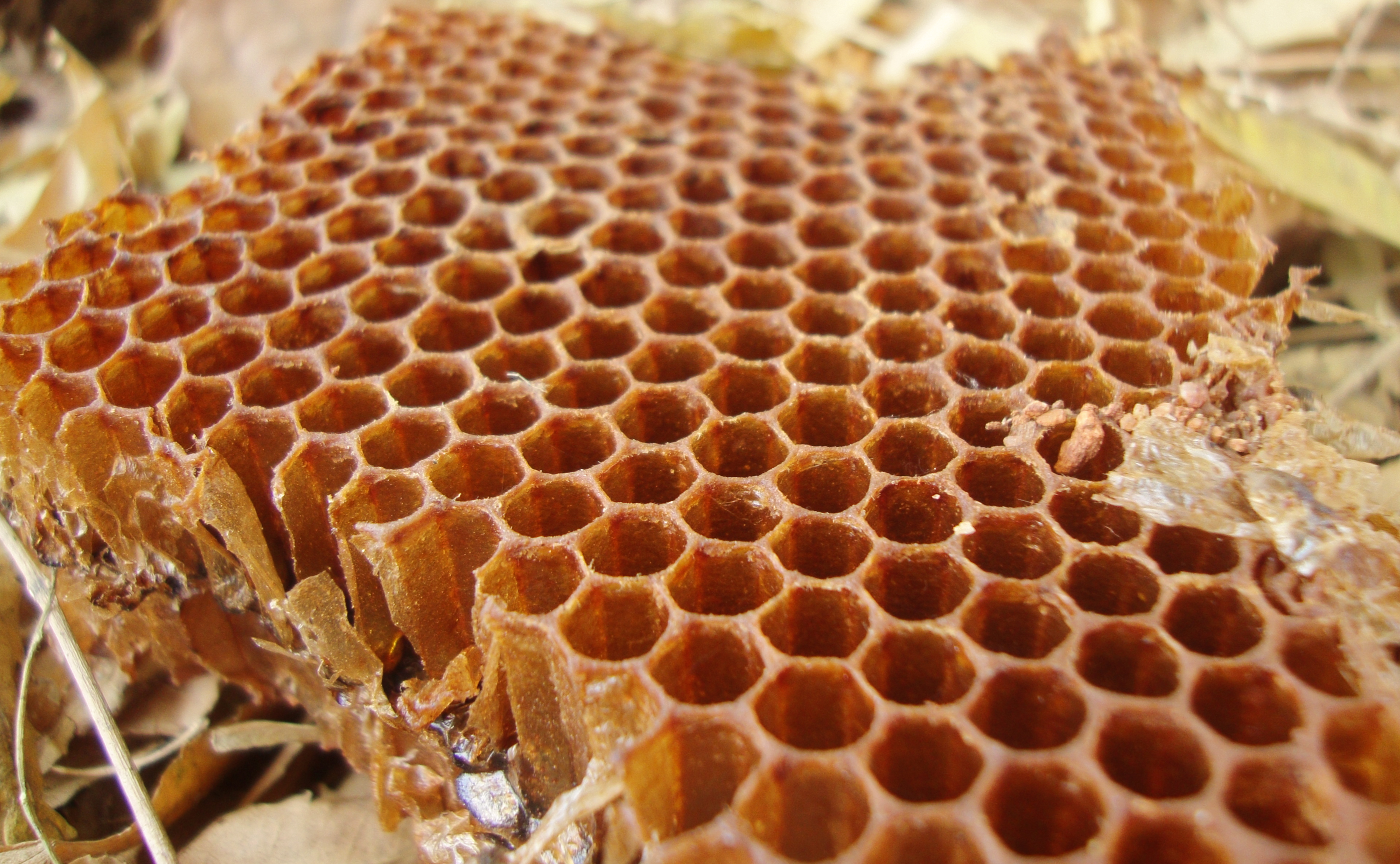
Cấu trúc tổ ong

Tổ ong là một cấu trúc khép kín, bên trong vài loài ong mật thuộc phân chi Apis sống và nuôi con. Mặc dù từ ngữ tổ ong thường được sử dụng để mô tả tổ của bất kỳ đàn ong nào, nhưng tài liệu khoa học và chuyên môn vẫn phân biệt tổ thường với tổ ong. Tổ thường được sử dụng để thảo luận về đàn sống trong hang hốc tự nhiên hoặc nhân tạo hoặc treo cao và phơi ra. Tổ ong được sử dụng để mô tả cấu trúc nhân tạo do con người tạo ra dành cho ong mật làm tổ. Một số loài ong mật sống thành từng đàn, nhưng để sản xuất mật ong, ong mật phương Tây (Apis mellifera) và ong mật phương Đông (Apis cerana) là những loài chính sống trong tổ ong.
Cấu trúc bên trong tổ thường là một nhóm dày đặc các tế bào hình lăng trụ lục giác làm bằng sáp ong, được gọi là tảng ong. Những con ong dùng các tế bào để lưu trữ thức ăn (mật ong và phấn hoa) và làm nơi chứa lứa ong non (trứng, ấu trùng và nhộng).
Tổ ong phục vụ một số mục đích: sản xuất mật ong, thụ phấn cho các cây trồng gần đó, cung cấp nhà ở cho ong dành cho liệu pháp cho ong châm nọc, và cố gắng giảm thiểu tác động của rối loạn sụp đổ bầy đàn. Ở Mỹ, tổ ong thường được vận chuyển để ong có thể thụ phấn cho cây trồng khắp các khu vực khác. Một số bằng sáng chế đã được cấp cho các thiết kế tổ ong.